# Квашение

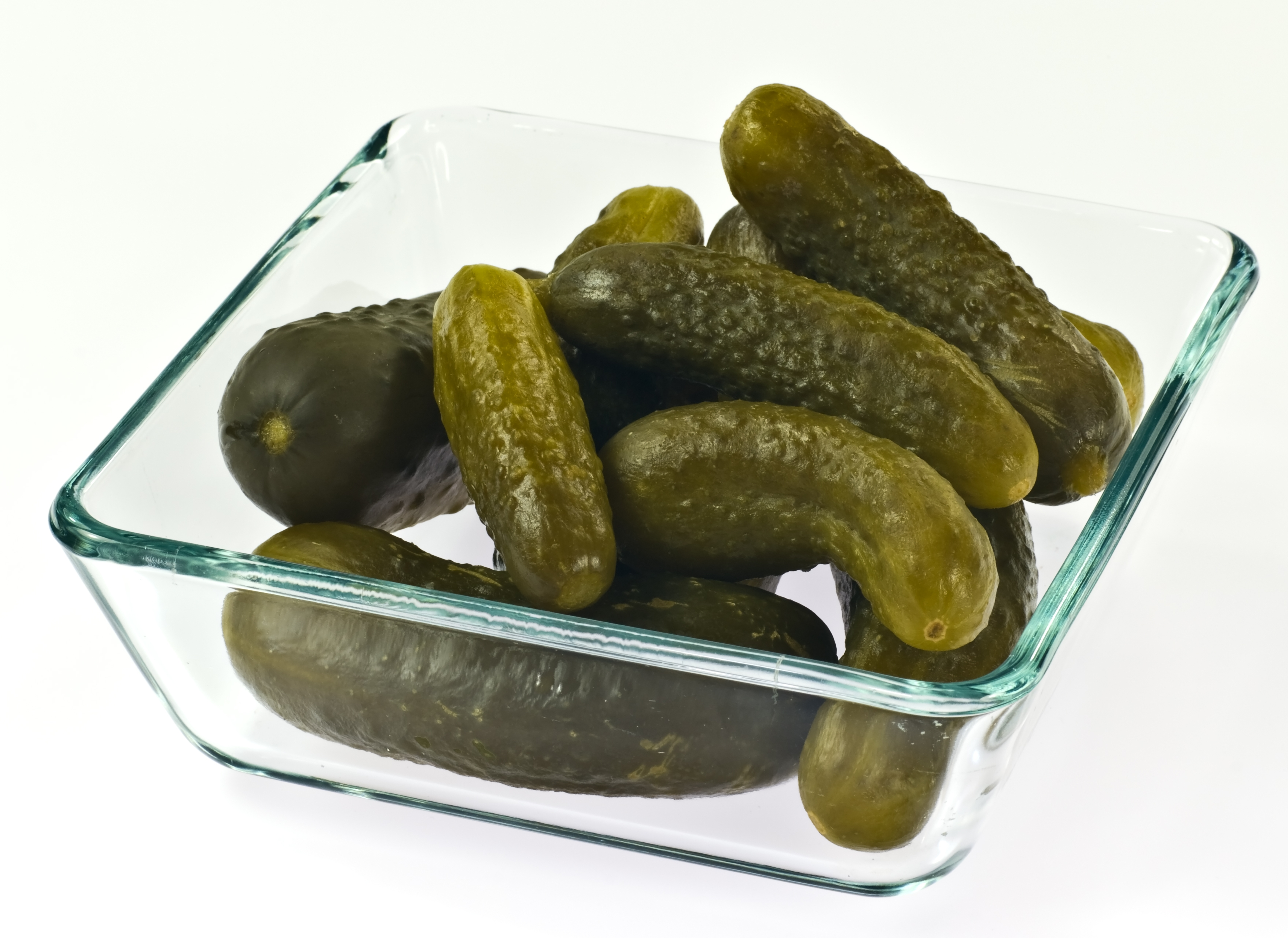
Солёные огурцы

Ква́шение (заква́шивание, сква́шивание, консерви́рование) — способ заготовки пищевых продуктов впрок, консервирования путём молочнокислого брожения, в процессе которого образуется молочная кислота, оказывающая на продукты (наряду с добавляемой поваренной солью) консервирующее действие. По существу, квашеными являются и так называемые солёные овощи (огурцы, томаты, свёкла и другие) и мочёные яблоки (не следует путать с маринованными, когда при консервировании добавляется готовая кислота, к примеру уксус).

## История

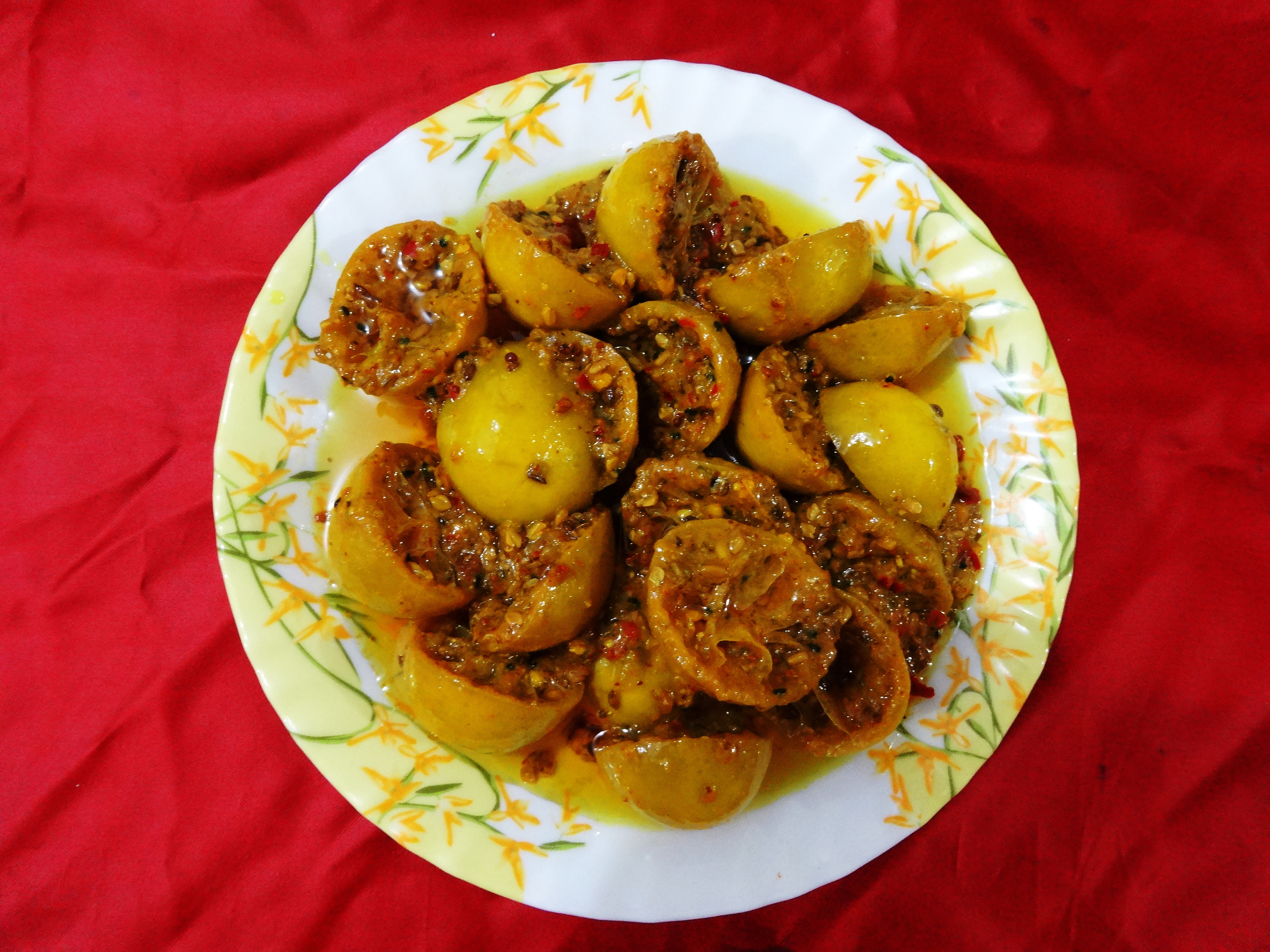
Квашеные лимоны

Квашение является наиболее древним способом консервирования овощных продуктов для приготовления сезонных запасов (в основном на зиму), которым чаще всего пользовались вплоть до XIX века, поскольку тогда диета основной массы населения состояла преимущественно из возделываемых ими растений, а холодильные машины ещё не были широко распространены или не существовали вовсе. Также квашение не требует упаковки продуктов в герметичные ёмкости, а проходит, наоборот, в контакте с воздухом.
В прошлом в Восточной Европе огурцы и капусту квасили без применения соли, однако позже огурцы стали хранить, заливая их раствором соли. Позже соль стали использовать и при квашении капусты.

## Принцип
Квашение, соление и мочение относят к биохимическим методам консервирования. Данный метод основан на образовании естественного консерванта — молочной кислоты, которая накапливается в результате молочнокислого брожения. Механизм состоит в преобразовании углеводов в процессе брожения в молочную кислоту под действием молочнокислых бактерий. Молочная кислота придаёт продукту специфический вкус и запах, а также препятствует размножению посторонней микрофлоры.
Овощи квасят в рассоле (целиком или кусками) либо в собственном соку (для этого измельчают, шинкуют на машинах, рубят сечками), добавляют поваренную соль, под действием микробов (молочнокислых бактерий) идёт процесс брожения (квашения). Соль не является необходимым компонентом, однако она влияет на вкус и задерживает развитие патогенной микрофлоры. Соль для рассола берется обычно в размере 5% от количества воды. Соль для заквашивания в собственном соку обычно берется в размере 1,5–2 % от веса овощей.
В зависимости от температуры, количества соли и желаемого результата квашение может проходить от нескольких дней до нескольких месяцев и даже лет.
Квашеные продукты хранятся при температуре от 0 до 2 °С. Хранят квашеные, солёные, мочёные плоды и овощи в той же таре, что и заквашивают. Для этого используют ледники, склады, траншеи со льдом, подвалы и водоёмы. Для хранения корнеплодов и овощей использовали углублённое в землю сооружение — погреб.

### Биохимия процесса
В процессе квашения с помощью молочнокислого брожения коллоиды клеточной ткани под действием соли и кислоты частично разрушаются или необратимо коагулируют, сильно набухая. Это приводит к потере клеткой жизненных функций, в результате в ней останавливаются все биохимические процессы гидролитического и окислительного характера, свойственные живой ткани. Под действием соли и кислоты останавливается или тормозится жизнедеятельность большинства микроорганизмов (гнилостных бактерий и плесеней), действие которых в обычных условиях приводит к уничтожению овощей.
Овощи солят и квасят, используя в основном самопроизвольное брожение, при котором участвует вся эпифитная микрофлора овощей. Поэтому при квашении участие принимают не только молочнокислые бактерии, но и дрожжи, маслянокислые и уксуснокислые бактерии. Молочнокислые бактерии, участвующие в процессе, различаются по количеству образующейся в единицу времени кислоты и условиями развития. Одни из них выделяют газы, другие превращают сахар в молочную кислоту без выделения газов; некоторые бактерии вырабатывают ароматические вещества — сложные эфиры. В огурцах иногда встречается длинная палочка B.abderhaldi, которая вызывает ослизнение рассола, делает его тягучим.

## Местные разновидности
В Южной Индии квашеные продукты называются «ачар» или «ачард»: данный термин используют на всём индийском субконтиненте, вплоть до Непала на севере, а также в Малайзии. Этимология этого слова однозначно не ясна, в качестве источника называют персидский, арабский, аборигенные языки Америки, а также латинский язык. Наиболее популярный вид ачара — квашеное манго, его консервируют с горчицей, чесноком, солью и уксусом, также известны солёные кешью. На севере Европы в прошлом квасили и рыбу, например, это делали народы Печорского и Пермского края России. В Швеции традиция квашения рыбы сохранилась до сих пор в национальном блюде сюрстрёмминг, представляющем собой заквашенную селёдку.